# (24697) Rastrelli
(24697) Rastrelli (1990 SK28) – planetoida z pasa głównego asteroid okrążająca Słońce w ciągu 4,01 lat w średniej odległości 2,52 j.a. Odkryta 24 września 1990 roku.